# 가스통 룰란츠
가스통 룰란츠(Gaston Roelants, 1937년 2월 5일 ~ )는 전 벨기에의 육상 선수이다. 1960년대에 최고의 3000m 장애물경주 선수와 위대한 크로스컨트리 달리기 선수였던 그는 1962년 유럽 선수권과 1964년 도쿄 올림픽에서 장애물경주 금메달 획득은 물론, 2개의 세계 기록들을 세웠다 - 8분 29.6초(1963)와 8분 26.4초(1965).
오프벨프에서 태어난 룰란츠는 1960년 로마 올림픽에서 장애물경주 4위를 하고, 1966년 부다페스트에서 열린 유럽 선수권 대회에서 동메달을 딴 후 장거리달리기 선수로서 위대한 성공을 거두었다. 그해에 20km와 1시간 경주에서 각각 58분 6.2초와 20,664m의 세계 기록들을 세웠고, 1972년에 이 종목들의 기록들을 57분 44.4초와 20,878m로 향상시켰다. 그는 2개의 유럽 선수권 마라톤에서 각각 2위(1969)와 3위(1974)를 하였다. 룰란츠는 5번이나 세계 제일의 장애물경주 선수(1962~65, 1967)로 선정되었다.
룰란츠는 4개의 국제 크로스컨트리 타이틀(1962, 1967, 1969, 1972)을 3초 순위와 함께 우승하면서 기록을 동일하게 하였고 1960년과 1970년 사이에 톱 10위들에서 보모두 9위를 차지하였다. 그의 장기적 경력은 그의 40대 안으로 지속되었고 명수의 순위들에서 자신의 첫해에 5개의 타이틀을 우승하여 27년 동안 장애물경주에서 명수 세계 기록을 보유하였다.
벨기에의 중요한 12월 도로 경주는 그의 이름을 땄다.